# Hvor er du?
«Hvor er du?» —en español: «¿Dónde estás?»— es una canción compuesta por Frode Thingnæs e interpretada en inglés por Anne-Karine Strøm y también por Jahn Teigen. Fue elegida para representar a Noruega en el Festival de la Canción de Eurovisión tras ganar el Melodi Grand Prix en 1974.

## Festival de Eurovisión

### Melodi Grand Prix 1974
El certamen noruego se celebró el 16 de febrero de 1974, presentado por Vidar Lønn-Arnesen. La canción fue interpretada dos veces: primero por Teigen con una pequeña banda y luego por Strøm con una orquesta grande. Finalmente, la canción resultó ganadora con 48 puntos.

### Festival de la Canción de Eurovisión 1974
Esta canción fue la representación noruega en el Festival de Eurovisión 1974 con el nombre de «The First Day of Love» —en español: «El primer día de amor»—, y siendo así la primera vez en la cual una representación noruega no había incluido letra en noruego. La orquesta fue dirigida por Frode Thingnæs.
La canción fue interpretada cuarta en la noche del 6 de abril de 1974, seguida por Grecia con Marinella interpretando «Krasi, Thalasa Ke T' Agori Mu» y precedida por España con Peret interpretando «Canta y sé feliz». Al final de las votaciones, la canción había recibido 3 puntos, quedando en 14º puesto (último) de un total de 17.
Fue sucedida como representación noruega en el Festival de 1975 por la miembro del grupo Bendik Singers Ellen Nikolaysen con «Touch My Life (with Summer)».
En el Festival de 1976, Anne-Karine Strøm representaría a Noruega por tercera y última vez con la canción «Mata Hari», quedando última con 7 puntos en el puesto 18º de 18 canciones, premiando así a Strøm –hasta el momento– como la única representante en la historia del Festival en haber terminado en último puesto más de una vez.

## Letra
La canción es un número inspirador, con Anne Karine cantando sobre el poder regenerador del amor. Canta que todo el mundo quiere la misma cosa, amor, y que conforme avanza, la raza humana se está acercando a ello.